# Fernand Benoit
Pour les articles homonymes, voir Benoit.
Fernand Benoit, né le 9 septembre 1892 à Avignon et mort le 2 avril 1969 à Avignon, est un historien et archéologue de la Provence.

## Biographie
Fernand Benoit nait à Avignon le 9 septembre 1892 d'une famille originaire de Valliguières (Gard) près de Remoulins. À la suite du décès précoce de son père, il est envoyé à Paris pour des études, brillantes, qu'il effectue au collège Stanislas.
En 1914, il présente le concours de l'École des chartes et est reçu major. La mobilisation interrompt ses études et ce n'est qu'en 1921 qu'il obtient son diplôme d'archiviste paléographe et devient membre de l'École française de Rome (1922-1924).

### Entre Arles et Rabat
En 1925, il est nommé conservateur de la bibliothèque et des musées d'Arles, où il demeure trois ans. Détaché pour remplir les fonctions d'attaché culturel à Rabat, il est pressenti pour la direction du service d'ethnographie du Maroc mais refuse. De retour à Arles, il obtient le poste de conservateur des musées et entreprend de développer l'étude des antiquités romaines et paléochrétiennes(découverte de la première « industrie » romaine, une meulerie sur le site de Barbegal à Fontvieille (13), fouilles des crypto-portiques sous l'actuelle mairie d'Arles).

### Archéologue et historien
En 1947, il est désigné comme conservateur du musée Borély à Marseille. Il prend en même temps la direction des Antiquités de Provence. Ses fouilles dans le Vieux-Port lui permettent d'étudier la stratigraphie du Lacydon et sont le point de départ de sa vocation de céramologue. La mise au jour des docks romains dont il organise les fouilles, lui permet de créer in situ le musée des docks romains. Il met en valeur les cryptes de l'abbaye Saint-Victor de Marseille.
Il ouvre en même temps le chantier des fouilles de l'oppidum d'Entremont, près d'Aix-en-Provence et, dans cette métropole des Salyens, met au jour une statuaire d'inspiration gréco-étrusque qui complète les découvertes déjà faites à Roquepertuse. La campagne de fouilles de 1954 lui permet d'exhumer les vestiges d'un sanctuaire où avait été pratiqué le rite des « têtes coupées ». Cette découverte est à l'origine de son ouvrage magistral, Arts et dieux de la Gaule, qui parut après sa mort et qui est considéré comme son testament spirituel.
Il se consacre ensuite au chantier de Cimiez, l'antique Cemenelum. Avec le commandant Cousteau, il devient le pionnier de l'archéologie sous-marine avec l'exploration de l'épave du Grand-Congloué, qui relève de plusieurs campagnes. Puis il participe à la seconde fouille française en 1954 avec l'épave du Titan menée par un second Mousquemers le capitaine de frégate Philippe Tailliez.

### Ethnographe et folkloriste
En parallèle, de ces études in situ, il fait des recherches ethnographiques sur la Provence et le Comtat Venaissin et spécialement sur sa branche principale, le folklore. Ce qui lui permet d'écrire de nombreuses monographies qui aboutirent à sa synthèse, La Provence et le Comtat Venaissin, parue en 1949 sous le patronage du musée national des Arts et Traditions populaires.
Devenu conservateur du Museon Arlaten, il organise le patrimoine ethnographique réuni par la volonté de Frédéric Mistral.

« Ce qu'il voulait maintenir avant tout, c'était le musée du peuple de Provence, ce musée dans lequel le berger, le marin, le gardian, l'amateur comme le savant, pourront trouver le document qui leur rappellera le pays natal et qui les émouvra par le contact réel et direct avec des objets qui leur sont familiers et des coutumes qui leur parlent au cœur. »

Considéré comme le maître incontesté de l’archéologie provençale, il est élu membre de l'Académie des inscriptions et belles-lettres en 1958 et membre de l'Académie de Marseille en 1965. Il meurt peu après dans sa bastide familiale « La Queyrelle » le 2 avril 1969.

## Publications
- Les archives de la Sacrée Congrégation d'Avignon au Vatican (1693-1790), Mémoire de l'Académie de Vaucluse, 2e série, T. XXIII, 1923[4].
- À l'abbaye de Montmajour. Les origines et la réforme de Saint-Maur, Mémoire de l'Institut historique de Provence, T. IV, p. 133-151, 1927.
- Les Baux, éd. Henri Laurens, coll. Petites monographies des grands édifices de la France, Paris, 1928.
- Survivances des civilisations méditerranéennes chez les Berbères : le mythe de la « nuit de l'erreur », Revue anthropologique, 1930.
- Moulins à grains et à olives de la Méditerranée. Essai de stratigraphie, Travaux du 1er Congrès international de Folklore, 1930.
- Avignon au double visage, Préface d’André Suarès, éd. Alpina, Paris, 1932.
- Le Saint-Vinage, Revue de folklore, Paris, 1933.
- Recueil des actes des comtes de Provence de la maison de Barcelone : Alphonse II et Raymond-Béranger V (1196-1245), T. I et II, Monaco-Paris, 1935, accessible sur Cinumed
- Le rôle de l'eau dans la fête du solstice d'été en Provence et en Afrique, Revue anthropologique, 1935.
- Les cimetières suburbains d'Arles dans l'Antiquité chrétienne et au Moyen Âge, Rome-Paris, 1935.
- Pressoirs d'olives à levier et à contrepoids en Provence et en Afrique, Mémoires de l'Institut historique de Provence, 1936.
- Les civilisations anciennes de la Camargue. Les coutumes, l'habitation et les fêtes, Éd. Le Chêne, IV, 1938.
- Le Museon Arlaten et la campagne arlésienne, Éd. Faits et Documents, IX, 1938.
- L'usine de meunerie hydraulique de Barbegal, Revue archéologique, 1940.
- L'Art primitif méditerranéen de la vallée du Rhône, Van Oest, Paris, 1945.
- La civilisation de la basse vallée du Rhône, d'après les fables antiques, Éd. La Provence marseillaise et rhodanienne, Nice, 1946.
- Carreaux de faïence du Museon Arlaten, Artisans et Paysans de France, T. II, 1947.
- La civilisation de la faucille dans le Midi, Artisans et Paysans de France, T. III, 1948.
- Sarcophages paléochrétiens d'Arles et de Marseille, supplément à Gallia, C.N.R.S., Paris, 1954.

- Prix Thorlet 1955 de l’Académie des inscriptions et belles-lettres.
- Entremont, capitale celto-ligure des Salyens de Provence, La Pensée universitaire, Aix-en-Provence, 1957.
- Fouilles sous-marines. L'épave du Grand-Congloué à Marseille, XIVe supplément à Gallia, 1961.
- La Camargue, seconde édition, revue, Paris, Henri Laurens, éditeur, coll. des Memoranda, Les visites d'art, 1961, 64 p.
- Musée des docks romains et du commerce antique de Marseille, Imprimerie municipale de Marseille, 1963.
- avec Henri Rolland, Pierre Martel, Guy Barruol et Jean Barruol, Les Monuments du haut Moyen Âge, inventaire paléochrétien et préroman de Haute-Provence, Éd. Les Alpes de Lumière, Saint-Michel-de-l'Observatoire, 1964.
- Recherches sur l'hellénisation du midi de la Gaule, Publications des annales de la faculté des sciences d’Aix-en-Provence, éditions Orphys, 1965, 336 p.
- Art et dieux de la Gaule, Éd. Arthaud, Paris, 1969.

- Prix Thorlet de l'Académie des beaux-arts
- L'abbaye de Montmajour, éd. Henri Laurens, coll. Petites monographies des grands édifices de la France, Paris, 1969.
- La Provence et le Comtat Venaissin, Arts et traditions populaires, Éd. Aubanel, Avignon, 1975,  (ISBN 2-7006-0061-4).
- Histoire de l'outillage rural et artisanal, éd. Jeanne Laffitte, Marseille, reprints 1984,  (ISBN 2-7348-0053-5).

## Distinctions
- Chevalier de la Légion d'honneur[Quand ?]